# Microgaster ductilis
Microgaster ductilis är en stekelart som beskrevs av Nixon 1968. Microgaster ductilis ingår i släktet Microgaster och familjen bracksteklar. Inga underarter finns listade i Catalogue of Life.